# Gran Premio di superbike di Jerez 2024
Il Gran Premio di superbike di Jerez 2024 è stato la dodicesima ed ultima prova del mondiale superbike del 2024. Nello stesso fine settimana si sono corsi anche la dodicesima prova del campionato mondiale Supersport, l'ottava del campionato mondiale Supersport 300 e la sesta del mondiale femminile. 

## Panoramica delle gare
Le quattro classi mondiali arrivano tutte, sebbene per pochi punti, con i titolo piloti ancora da assegnare (mentre per i costruttori i titoli sono già stati vinti da Ducati in Supersport e Kawasaki in Supersport 300, al termine degli eventi precedenti).
In gara uno di Superbike Nicolò Bulega, dopo aver siglato la pole position, vince agevolmente con un vantaggio di oltre sei secondi. I venticinque punti conquistati dall'italiano non sono comunque sufficienti per tenere aperta la corsa al titolo in quanto Toprak Razgatlıoğlu, secondo al traguardo, ottiene i punti necessari per laurearsi campione Superbike 2024 portando il primo storico titolo a BMW. La vittoria di Bulega assicura invece a Ducati il titolo costruttori: il terzo consecutivo e il ventesimo in assoluto nella categoria. Bulega si ripete nella Superpole race, sempre con il turco alle sue spalle che invece va a vincere gara due chiudendo in bellezza la stagione. Una doppietta in Supersport consente a Stefano Manzi di classificarsi al secondo posto in campionato mentre Adrián Huertas, accontentandosi del terzo posto in gara uno, conquista la matematica certezza del titolo. Huertas diventa così il primo spagnolo a vincere in questa categoria oltre ad essere il primo pilota titolato sia con le Supersport 300 che con le Supersport. Secondo posto in gara uno per Yari Montella, principale contendente al titolo in stagione, il campano chiude al terzo posto dopo l'annuncio del suo passaggio in Superbike per il 2025. La Supersport 300 arriva all'ultimo appuntamento stagionale con la corsa al titolo piloti ancora aperta per Aldi Satya Mahendra, Loris Veneman e Iñigo Iglesias. Lo spagnolo non riuscirà a prendere parte alle due prove uscendo anzitempo dalla contesa. Con un terzo ed un sesto posto Mahendra, su Yamaha YZF-R3, mantiene la prima posizione e si laurea campione del mondo nella prima annata completa disputata in questa categoria; il fratello di Galang Hendra Pratama diventa così il primo pilota Indonesiano a vincere un campionato del mondo di motociclismo. Per gli italiani Mirko Gennai conquista il Best lap Award del 2024 (classifica accessoria basata sulle migliori prestazioni sul giro secco in gara). Complice un ritiro della contendente María Herrera in gara due che le spiana la strada, Ana Carrasco conquista il titolo mondiale nella prima edizione del WCR. Carrasco che aveva già vinto l'edizione 2018 del mondiale Supersport 300, disputa una stagione impeccabile salendo sul podio in tutte le prove in calendario. L'italiana Roberta Ponziani chiude il campionato al quinto posto con 135 punti.

## Superbike gara 1

### Arrivati al traguardo
| Pos. | Nº | Pilota               | Squadra                   | Motocicletta        | Giri | Tempo     | Griglia | Punti |
| ---- | -- | -------------------- | ------------------------- | ------------------- | ---- | --------- | ------- | ----- |
| 1º   | 11 | Nicolò Bulega        | Aruba.it Racing - Ducati  | Ducati Panigale V4R | 20   | 33'32.738 | 1º      | 25    |
| 2º   | 54 | Toprak Razgatlıoğlu  | Rokit BMW Motorrad        | BMW M1000 RR        | 20   | +6.067    | 2º      | 20    |
| 3º   | 55 | Andrea Locatelli     | Pata Yamaha Prometeon     | Yamaha YZF R1       | 20   | +9.361    | 6º      | 16    |
| 4º   | 22 | Alex Lowes           | Kawasaki Racing           | Kawasaki ZX-10RR    | 20   | +11.249   | 3º      | 13    |
| 5º   | 7  | Iker Lecuona         | Team HRC                  | Honda CBR1000 RR-R  | 20   | +13.597   | 5º      | 11    |
| 6º   | 60 | Michael van der Mark | Rokit BMW Motorrad        | BMW M1000 RR        | 20   | +14.976   | 7º      | 10    |
| 7º   | 97 | Xavi Vierge          | Team HRC                  | Honda CBR1000 RR-R  | 20   | +15.762   | 10º     | 9     |
| 8º   | 47 | Axel Bassani         | Kawasaki Racing           | Kawasaki ZX-10RR    | 20   | +16.285   | 14º     | 8     |
| 9º   | 77 | Dominique Aegerter   | GYTR GRT Yamaha           | Yamaha YZF R1       | 20   | +16.715   | 13º     | 7     |
| 10º  | 31 | Garrett Gerloff      | Bonovo Action BMW         | BMW M1000 RR        | 20   | +16.854   | 9º      | 6     |
| 11º  | 65 | Jonathan Rea         | Pata Yamaha Prometeon     | Yamaha YZF R1       | 20   | +19.768   | 16º     | 5     |
| 12º  | 29 | Andrea Iannone       | Team GoEleven             | Ducati Panigale V4R | 20   | +19.773   | 11º     | 4     |
| 13º  | 14 | Sam Lowes            | ELF Marc VDS Racing Team  | Ducati Panigale V4R | 20   | +27.133   | 17º     | 3     |
| 14º  | 45 | Scott Redding        | Bonovo Action BMW         | BMW M1000 RR        | 20   | +30.105   | 12º     | 2     |
| 15º  | 49 | Tetsuta Nagashima    | Team HRC                  | Honda CBR1000 RR-R  | 20   | +33.520   | 20º     | 1     |
| 16º  | 53 | Esteve Rabat         | Kawasaki Puccetti Racing  | Kawasaki ZX-10RR    | 20   | +34.316   | 18º     |       |
| 17º  | 28 | Bradley Ray          | Yamaha Motoxracing        | Yamaha YZF R1       | 20   | +37.431   | 19º     |       |
| 18º  | 5  | Philipp Öttl         | GMT94 Yamaha              | Yamaha YZF R1       | 20   | +40.497   | 22º     |       |
| 19º  | 52 | Alessandro Delbianco | GYTR GRT Yamaha           | Yamaha YZF R1       | 20   | +43.443   | 21º     |       |
| 20º  | 75 | Ivo Lopes            | Petronas MIE Racing Honda | Honda CBR1000 RR-R  | 20   | +52.599   | 26º     |       |
| 21º  | 91 | Luca Bernardi        | Yamaha Motoxracing        | Yamaha YZF R1       | 20   | +54.917   | 27º     |       |
| 22º  | 33 | Kyle Ryde            | OMG Racing                | Yamaha YZF R1       | 20   | +1'01.629 | 25º     |       |
| 23º  | 1  | Álvaro Bautista      | Aruba.it Racing - Ducati  | Ducati Panigale V4R | 20   | +1'02.084 | 15º     |       |
| 24º  | 95 | Tarran Mackenzie     | Petronas MIE Racing Honda | Honda CBR1000 RR-R  | 20   | +1'23.414 | 23º     |       |

### Ritirati
| Nº | Pilota                | Squadra               | Motocicletta        | Giri | Griglia |
| -- | --------------------- | --------------------- | ------------------- | ---- | ------- |
| 21 | Michael Ruben Rinaldi | Team Motocorsa Racing | Ducati Panigale V4R | 5    | 8º      |
| 46 | Thomas Bridewell      | Honda Racing UK       | Honda CBR1000 RR-R  | 0    | 24º     |
| 9  | Danilo Petrucci       | Barni Spark Racing    | Ducati Panigale V4R | 0    | 4º      |

## Superbike gara superpole

### Arrivati al traguardo
| Pos. | Nº | Pilota                | Squadra                   | Motocicletta        | Giri | Tempo     | Griglia | Punti |
| ---- | -- | --------------------- | ------------------------- | ------------------- | ---- | --------- | ------- | ----- |
| 1º   | 11 | Nicolò Bulega         | Aruba.it Racing - Ducati  | Ducati Panigale V4R | 10   | 16'34.501 | 1º      | 12    |
| 2º   | 54 | Toprak Razgatlıoğlu   | Rokit BMW Motorrad        | BMW M1000 RR        | 10   | +2.375    | 2º      | 9     |
| 3º   | 22 | Alex Lowes            | Kawasaki Racing           | Kawasaki ZX-10RR    | 10   | +4.182    | 3º      | 7     |
| 4º   | 9  | Danilo Petrucci       | Barni Spark Racing        | Ducati Panigale V4R | 10   | +5.511    | 4º      | 6     |
| 5º   | 55 | Andrea Locatelli      | Pata Yamaha Prometeon     | Yamaha YZF R1       | 10   | +6.202    | 6º      | 5     |
| 6º   | 60 | Michael van der Mark  | Rokit BMW Motorrad        | BMW M1000 RR        | 10   | +6.540    | 8º      | 4     |
| 7º   | 29 | Andrea Iannone        | Team GoEleven             | Ducati Panigale V4R | 10   | +7.306    | 11º     | 3     |
| 8º   | 31 | Garrett Gerloff       | Bonovo Action BMW         | BMW M1000 RR        | 10   | +7.500    | 10º     | 2     |
| 9º   | 1  | Álvaro Bautista       | Aruba.it Racing - Ducati  | Ducati Panigale V4R | 10   | +8.306    | 15º     | 1     |
| 10º  | 77 | Dominique Aegerter    | GYTR GRT Yamaha           | Yamaha YZF R1       | 10   | +8.697    | 13º     |       |
| 11º  | 65 | Jonathan Rea          | Pata Yamaha Prometeon     | Yamaha YZF R1       | 10   | +9.702    | 16º     |       |
| 12º  | 45 | Scott Redding         | Bonovo Action BMW         | BMW M1000 RR        | 10   | +11.312   | 18º     |       |
| 13º  | 21 | Michael Ruben Rinaldi | Team Motocorsa Racing     | Ducati Panigale V4R | 10   | +12.862   | 9º      |       |
| 14º  | 47 | Axel Bassani          | Kawasaki Racing           | Kawasaki ZX-10RR    | 10   | +14.283   | 14º     |       |
| 15º  | 53 | Esteve Rabat          | Kawasaki Puccetti Racing  | Kawasaki ZX-10RR    | 10   | +14.848   | 18º     |       |
| 16º  | 28 | Bradley Ray           | Yamaha Motoxracing        | Yamaha YZF R1       | 10   | +15.271   | 19º     |       |
| 17º  | 14 | Sam Lowes             | ELF Marc VDS Racing Team  | Ducati Panigale V4R | 10   | +15.946   | 17º     |       |
| 18º  | 52 | Alessandro Delbianco  | Pata Yamaha Prometeon     | Yamaha YZF R1       | 10   | +23.467   | 21º     |       |
| 19º  | 49 | Tetsuta Nagashima     | Team HRC                  | Honda CBR1000 RR-R  | 10   | +23.753   | 20º     |       |
| 20º  | 46 | Thomas Bridewell      | Honda Racing UK           | Honda CBR1000 RR-R  | 10   | +24.883   | 24º     |       |
| 21º  | 95 | Tarran Mackenzie      | Petronas MIE Racing Honda | Honda CBR1000 RR-R  | 10   | +24.917   | 23º     |       |
| 22º  | 5  | Philipp Öttl          | GMT94 Yamaha              | Yamaha YZF R1       | 10   | +25.772   | 22º     |       |
| 23º  | 75 | Ivo Lopes             | Petronas MIE Racing Honda | Honda CBR1000 RR-R  | 10   | +27.208   | 25º     |       |
| 24º  | 91 | Luca Bernardi         | Yamaha Motoxracing        | Yamaha YZF R1       | 10   | +29.780   | 26º     |       |

### Ritirati
| Nº | Pilota       | Squadra  | Motocicletta       | Giri | Griglia |
| -- | ------------ | -------- | ------------------ | ---- | ------- |
| 7  | Iker Lecuona | Team HRC | Honda CBR1000 RR-R | 1    | 5º      |
| 97 | Xavi Vierge  | Team HRC | Honda CBR1000 RR-R | 1    | 7º      |

## Superbike gara 2
Gara due di Superbike è stata interrotta a quattro giri dal termine tramite esposizione della bandiera rossa. L'interruzione si è resa necessaria a causa del guasto accorso al motore accorso alla YZF-R1 di Philipp Öttl con relativa dispersione di liquidi in pista.

### Arrivati al traguardo
| Pos. | Nº | Pilota                | Squadra                   | Motocicletta        | Giri | Tempo      | Griglia | Punti |
| ---- | -- | --------------------- | ------------------------- | ------------------- | ---- | ---------- | ------- | ----- |
| 2º   | 54 | Toprak Razgatlıoğlu   | Rokit BMW Motorrad        | BMW M1000 RR        | 16   | 27'36.726  | 2º      | 25    |
| 2º   | 11 | Nicolò Bulega         | Aruba.it Racing - Ducati  | Ducati Panigale V4R | 16   | +0.812     | 1º      | 20    |
| 3º   | 60 | Michael van der Mark  | Rokit BMW Motorrad        | BMW M1000 RR        | 16   | +11.356    | 6º      | 16    |
| 4º   | 29 | Andrea Iannone        | Team GoEleven             | Ducati Panigale V4R | 16   | +12.634    | 7º      | 13    |
| 5º   | 22 | Alex Lowes            | Kawasaki Racing           | Kawasaki ZX-10RR    | 16   | +13.979    | 3º      | 11    |
| 6º   | 9  | Danilo Petrucci       | Barni Spark Racing        | Ducati Panigale V4R | 16   | +14.545    | 4º      | 10    |
| 7º   | 31 | Garrett Gerloff       | Bonovo Action BMW         | BMW M1000 RR        | 16   | +14.835    | 8º      | 9     |
| 8º   | 55 | Andrea Locatelli      | Pata Yamaha Prometeon     | Yamaha YZF R1       | 16   | +1 settore | 5º      | 8     |
| 9º   | 65 | Jonathan Rea          | Pata Yamaha Prometeon     | Yamaha YZF R1       | 16   | +1 settore | 15º     | 7     |
| 10º  | 47 | Axel Bassani          | Kawasaki Racing           | Kawasaki ZX-10RR    | 16   | +1 settore | 14º     | 6     |
| 11º  | 21 | Michael Ruben Rinaldi | Team Motocorsa Racing     | Ducati Panigale V4R | 16   | +1 settore | 11º     | 5     |
| 12º  | 45 | Scott Redding         | Bonovo Action BMW         | BMW M1000 RR        | 16   | +1 settore | 12º     | 4     |
| 13º  | 97 | Xavi Vierge           | Team HRC                  | Honda CBR1000 RR-R  | 16   | +1 settore | 10º     | 3     |
| 14º  | 14 | Sam Lowes             | ELF Marc VDS Racing Team  | Ducati Panigale V4R | 16   | +1 settore | 16º     | 2     |
| 15º  | 28 | Bradley Ray           | Yamaha Motoxracing        | Yamaha YZF R1       | 16   | +2 settori | 18º     | 1     |
| 16º  | 49 | Tetsuta Nagashima     | Team HRC                  | Honda CBR1000 RR-R  | 16   | +2 settori | 19º     |       |
| 17º  | 52 | Alessandro Delbianco  | GYTR GRT Yamaha           | Yamaha YZF R1       | 16   | +2 settori | 20º     |       |
| 18º  | 75 | Ivo Lopes             | Petronas MIE Racing Honda | Honda CBR1000 RR-R  | 16   | +3 settori | 24º     |       |
| 19º  | 91 | Luca Bernardi         | Yamaha Motoxracing        | Yamaha YZF R1       | 16   | +3 settori | 25º     |       |

### Non classificato
| Nº | Pilota       | Squadra                  | Motocicletta     | Giri | Griglia |
| -- | ------------ | ------------------------ | ---------------- | ---- | ------- |
| 53 | Esteve Rabat | Kawasaki Puccetti Racing | Kawasaki ZX-10RR | 16   | 17º     |

### Ritirati
| Nº | Pilota             | Squadra                   | Motocicletta        | Giri | Griglia |
| -- | ------------------ | ------------------------- | ------------------- | ---- | ------- |
| 5  | Philipp Öttl       | GMT94 Yamaha              | Yamaha YZF R1       | 16   | 21º     |
| 77 | Dominique Aegerter | GYTR GRT Yamaha           | Yamaha YZF R1       | 14   | 13º     |
| 1  | Álvaro Bautista    | Aruba.it Racing - Ducati  | Ducati Panigale V4R | 10   | 9º      |
| 95 | Tarran Mackenzie   | Petronas MIE Racing Honda | Honda CBR1000 RR-R  | 3    | 22º     |
| 46 | Thomas Bridewell   | Honda Racing UK           | Honda CBR1000 RR-R  | 2    | 23º     |

## Supersport gara 1

### Arrivati al traguardo
| Pos. | Nº | Pilota              | Squadra                          | Motocicletta                 | Giri | Tempo     | Griglia | Punti |
| ---- | -- | ------------------- | -------------------------------- | ---------------------------- | ---- | --------- | ------- | ----- |
| 1º   | 62 | Stefano Manzi       | Ten Kate Racing Yamaha           | Yamaha YZF R6                | 17   | 29'21.734 | 4º      | 25    |
| 2º   | 55 | Yari Montella       | Barni Spark Racing               | Ducati Panigale V2           | 17   | +1.971    | 6º      | 20    |
| 3º   | 99 | Adrián Huertas      | Aruba.it Racing - Ducati         | Ducati Panigale V2           | 17   | +3.793    | 1º      | 16    |
| 4º   | 23 | Marcel Schrötter    | MV Agusta Reparto Corse          | MV Agusta F3 800 RR          | 17   | +6.288    | 3º      | 13    |
| 5º   | 94 | Lucas Mahias        | GMT94 Yamaha                     | Yamaha YZF R6                | 17   | +6.581    | 12º     | 11    |
| 6º   | 69 | Tom Booth-Amos      | PTR Triumph                      | Triumph Street Triple RS 765 | 17   | +9.595    | 7º      | 10    |
| 7º   | 11 | Bo Bendsneyder      | MV Agusta Reparto Corse          | MV Agusta F3 800 RR          | 17   | +10.334   | 14º     | 9     |
| 8º   | 17 | John McPhee         | WRP-RT Motorsport by SKM-Triumph | Triumph Street Triple RS 765 | 17   | +11.382   | 9º      | 8     |
| 9º   | 5  | Niccolò Antonelli   | Ecosantagata Althea Racing       | Ducati Panigale V2           | 17   | +12.180   | 13º     | 7     |
| 10º  | 7  | Lorenzo Baldassarri | WRP-RT Motorsport by SKM-Triumph | Triumph Street Triple RS 765 | 17   | +12.957   | 17º     | 6     |
| 11º  | 28 | Glenn van Straalen  | Ten Kate Racing Yamaha           | Yamaha YZF R6                | 17   | +13.793   | 23º     | 5     |
| 12º  | 40 | Simone Corsi        | Renzi Corse                      | Ducati Panigale V2           | 17   | +19.383   | 18º     | 4     |
| 13º  | 72 | Yeray Ruiz          | VTF Racing                       | Yamaha YZF R6                | 17   | +26.838   | 19º     | 3     |
| 14º  | 27 | Kaito Toba          | Petronas MIE Racing Honda        | Honda CBR600RR               | 17   | +26.903   | 16º     | 2     |
| 15º  | 89 | Khairul Idham Pawi  | Petronas MIE Racing Honda        | Honda CBR600RR               | 17   | +26.970   | 20º     | 1     |
| 16º  | 77 | Miquel Pons         | Team Prodina Altogo              | Yamaha YZF R6                | 17   | +27.174   | 22º     |       |
| 17º  | 50 | Ondřej Vostatek     | PTR Triumph                      | Triumph Street Triple RS 765 | 17   | +27.347   | 24º     |       |
| 18º  | 43 | Simon Jespersen     | Ecosantagata Althea Racing       | Ducati Panigale V2           | 17   | +38.615   | 26º     |       |
| 19º  | 71 | Tom Edwards         | D34G Racing                      | Ducati Panigale V2           | 17   | +38.703   | 21º     |       |
| 20º  | 68 | Luke Power          | Motozoo ME AIR Racing            | MV Agusta F3 800 RR          | 17   | +39.175   | 28º     |       |
| 21º  | 3  | Raffaele De Rosa    | QJ Motor Factory Racing          | QJ Motor SRK 800 RR          | 17   | +39.541   | 29º     |       |
| 22º  | 29 | Guillermo Moreno    | VIAMO Racing by MTM              | Kawasaki ZX-6R               | 17   | +46.500   | 30º     |       |
| 23º  | 61 | Can Öncü            | Kawasaki Puccetti Racing         | Kawasaki ZX-6R               | 16   | +1 giro   | 10º     |       |
| 23º  | 64 | Federico Caricasulo | Motozoo ME AIR Racing            | MV Agusta F3 800 RR          | 13   | +4 giri   | 5º      |       |
| 21º  | 16 | Azroy Anuar         | Petronas MIE Racing Honda        | Honda CBR600RR               | 18   | +58.702   | 26º     |       |

### Ritirati
| Nº | Pilota               | Squadra                  | Motocicletta                 | Giri | Griglia |
| -- | -------------------- | ------------------------ | ---------------------------- | ---- | ------- |
| 53 | Valentin Debise      | Evan Bros. Yamaha        | Yamaha YZF R6                | 11   | 8º      |
| 33 | Mauro González       | EAB Racing Team          | Ducati Panigale V2           | 9    | 27º     |
| 32 | Oliver Bayliss       | D34G Racing              | Ducati Panigale V2           | 9    | 15º     |
| 39 | Krittapat Keankum    | Yamaha Thailand Racing   | Yamaha YZF R6                | 5    | 32º     |
| 91 | Filippo Fuligni      | Orelac Verdnatura Racing | Ducati Panigale V2           | 5    | 33º     |
| 54 | Bahattin Sofuoğlu    | Yamaha Thailand Racing   | Yamaha YZF R6                | 4    | 11º     |
| 9  | Jorge Navarro        | Orelac Racing Verdnatura | Ducati Panigale V2           | 2    | 2º      |
| 73 | Jacopo Cretaro       | PS Racing Team           | Triumph Street Triple RS 765 | 2    | 25º     |
| 20 | Melvin van der Voort | MS Racing                | Yamaha YZF R6                | 0    | 31º     |

## Supersport gara 2

### Arrivati al traguardo
| Pos. | Nº | Pilota             | Squadra                    | Motocicletta                 | Giri | Tempo     | Griglia | Punti |
| ---- | -- | ------------------ | -------------------------- | ---------------------------- | ---- | --------- | ------- | ----- |
| 1º   | 62 | Stefano Manzi      | Ten Kate Racing Yamaha     | Yamaha YZF R6                | 17   | 29'21.666 | 3º      | 25    |
| 2º   | 53 | Valentin Debise    | Evan Bros. Yamaha          | Yamaha YZF R6                | 17   | +0.275    | 6º      | 20    |
| 3º   | 11 | Bo Bendsneyder     | MV Agusta Reparto Corse    | MV Agusta F3 800 RR          | 17   | +0.810    | 7º      | 16    |
| 4º   | 99 | Adrián Huertas     | Aruba.it Racing - Ducati   | Ducati Panigale V2           | 17   | +3.504    | 4º      | 13    |
| 5º   | 23 | Marcel Schrötter   | MV Agusta Reparto Corse    | MV Agusta F3 800 RR          | 17   | +5.137    | 9º      | 11    |
| 6º   | 9  | Jorge Navarro      | Orelac Racing Verdnatura   | Ducati Panigale V2           | 17   | +7.468    | 10º     | 10    |
| 7º   | 94 | Lucas Mahias       | GMT94 Yamaha               | Yamaha YZF R6                | 17   | +8.420    | 12º     | 9     |
| 8º   | 55 | Yari Montella      | Barni Spark Racing         | Ducati Panigale V2           | 17   | +12.152   | 5º      | 8     |
| 9º   | 54 | Bahattin Sofuoğlu  | Yamaha Thailand Racing     | Yamaha YZF R6                | 17   | +15.867   | 11º     | 7     |
| 10º  | 40 | Simone Corsi       | Renzi Corse                | Ducati Panigale V2           | 17   | +17.656   | 17º     | 6     |
| 11º  | 69 | Tom Booth-Amos     | PTR Triumph                | Triumph Street Triple RS 765 | 17   | +19.654   | 8º      | 5     |
| 12º  | 28 | Glenn van Straalen | Ten Kate Racing Yamaha     | Yamaha YZF R6                | 17   | +21.219   | 22º     | 4     |
| 13º  | 5  | Niccolò Antonelli  | Ecosantagata Althea Racing | Ducati Panigale V2           | 17   | +21.845   | 13º     | 3     |
| 14º  | 27 | Kaito Toba         | Petronas MIE Racing Honda  | Honda CBR600RR               | 17   | +23.790   | 15º     | 2     |
| 15º  | 72 | Yeray Ruiz         | VTF Racing                 | Yamaha YZF R6                | 17   | +24.332   | 18º     | 1     |
| 16º  | 32 | Oliver Bayliss     | D34G Racing                | Ducati Panigale V2           | 17   | +24.836   | 14º     |       |
| 17º  | 50 | Ondřej Vostatek    | PTR Triumph                | Triumph Street Triple RS 765 | 17   | +28.330   | 23º     |       |
| 18º  | 77 | Miquel Pons        | Team Prodina Altogo        | Yamaha YZF R6                | 17   | +29.729   | 21º     |       |
| 19º  | 89 | Khairul Idham Pawi | Petronas MIE Racing Honda  | Honda CBR600RR               | 17   | +31.515   | 19º     |       |
| 20º  | 43 | Simon Jespersen    | Ecosantagata Althea Racing | Ducati Panigale V2           | 17   | +32.037   | 25º     |       |
| 21º  | 73 | Jacopo Cretaro     | PS Racing Team             | Triumph Street Triple RS 765 | 17   | +32.389   | 24º     |       |
| 22º  | 3  | Raffaele De Rosa   | QJ Motor Factory Racing    | QJ Motor SRK 800 RR          | 17   | +36.075   | 28º     |       |
| 23º  | 29 | Guillermo Moreno   | VIAMO Racing by MTM        | Kawasaki ZX-6R               | 17   | +46.991   | 29º     |       |
| 24º  | 91 | Filippo Fuligni    | Orelac Verdnatura Racing   | Ducati Panigale V2           | 17   | +54.032   | 27º     |       |
| 25º  | 39 | Krittapat Keankum  | Yamaha Thailand Racing     | Yamaha YZF R6                | 17   | +56.738   | 30º     |       |

### Ritirati
| Nº | Pilota              | Squadra                          | Motocicletta                 | Giri | Griglia |
| -- | ------------------- | -------------------------------- | ---------------------------- | ---- | ------- |
| 68 | Luke Power          | Motozoo ME AIR Racing            | MV Agusta F3 800 RR          | 11   | 26º     |
| 71 | Tom Edwards         | D34G Racing                      | Ducati Panigale V2           | 9    | 20º     |
| 64 | Federico Caricasulo | Motozoo ME AIR Racing            | MV Agusta F3 800 RR          | 8    | 1º      |
| 7  | Lorenzo Baldassarri | WRP-RT Motorsport by SKM-Triumph | Triumph Street Triple RS 765 | 1    | 16º     |
| 61 | Can Öncü            | Kawasaki Puccetti Racing         | Kawasaki ZX-6R               | 0    | 2º      |

## Supersport 300 gara 1

### Arrivati al traguardo
| Pos. | Nº | Pilota                | Squadra                               | Motocicletta       | Giri | Tempo     | Griglia | Punti |
| ---- | -- | --------------------- | ------------------------------------- | ------------------ | ---- | --------- | ------- | ----- |
| 1º   | 38 | David Salvador        | MS Racing                             | Yamaha YZF-R3      | 11   | 20'51.774 | 7º      | 25    |
| 2º   | 48 | Julio García          | China Racing                          | Kove 321RR         | 11   | +0.003    | 12º     | 20    |
| 3º   | 57 | Aldi Satya Mahendra   | BrCorse                               | Yamaha YZF-R3      | 11   | +0.549    | 4º      | 16    |
| 4º   | 74 | Antonio Torres        | ProDina Kawasaki Racing               | Kawasaki Ninja 400 | 11   | +0.558    | 16º     | 13    |
| 5º   | 43 | Marco Gaggi           | BrCorse                               | Yamaha YZF-R3      | 11   | +0.817    | 11º     | 11    |
| 6º   | 7  | Loris Veneman         | MTM Kawasaki                          | Kawasaki Ninja 400 | 11   | +0.820    | 2º      | 10    |
| 7º   | 22 | Marc García           | China Racing                          | Kove 321RR         | 11   | +0.827    | 8º      | 9     |
| 8º   | 56 | Galang Hendra Pratama | ProGP Racing                          | Yamaha YZF-R3      | 11   | +0.909    | 6º      | 8     |
| 9º   | 50 | Carter Thompson       | Fusport-RT Motorsport by SKM-Kawasaki | Kawasaki Ninja 400 | 11   | +1.043    | 1º      | 7     |
| 10º  | 91 | Matteo Vannucci       | AG Motorsport Italia Yamaha           | Yamaha YZF-R3      | 11   | +1.404    | 20º     | 6     |
| 11º  | 99 | Humberto Maier        | MS Racing                             | Yamaha YZF-R3      | 11   | +1.918    | 5º      | 5     |
| 12º  | 80 | Gustavo Manso         | Yamaha MS Racing/AD78 Latin America   | Yamaha YZF-R3      | 11   | +5.073    | 19º     | 4     |
| 13º  | 47 | Fenton Seabright      | Kawasaki GP Project                   | Kawasaki Ninja 400 | 11   | +5.142    | 22º     | 3     |
| 14º  | 9  | Emiliano Ercolani     | Yamaha Motoxracing                    | Yamaha YZF-R3      | 11   | +5.260    | 25º     | 2     |
| 15º  | 31 | Elia Bartolini        | Yamaha Motoxracing                    | Yamaha YZF-R3      | 11   | +5.324    | 17º     | 1     |
| 16º  | 88 | Daniel Mogeda         | Team #109 Kawasaki                    | Kawasaki Ninja 400 | 11   | +5.749    | 21º     |       |
| 17º  | 26 | Mirko Gennai          | MTM Kawasaki                          | Kawasaki Ninja 400 | 11   | +9.890    | 9º      |       |
| 18º  | 1  | Jeffrey Buis          | Freudenberg KTM-Paligo Racing         | KTM RC 390 R       | 11   | +11.266   | 15º     |       |
| 19º  | 79 | Tomas Alonso          | Pons Motorsport Italika Racing        | Kawasaki Ninja 400 | 11   | +12.000   | 14º     |       |
| 20º  | 17 | Ruben Bijman          | Flembbo-PL Performances               | Kawasaki Ninja 400 | 11   | +12.056   | 33º     |       |
| 21º  | 11 | Filip Novotny         | Accolade Smrž Racing BGR              | Kawasaki Ninja 400 | 11   | +12.821   | 24º     |       |
| 22º  | 85 | Kevin Sabatucci       | Flembbo-PL Performances               | Kawasaki Ninja 400 | 11   | +13.613   | 29º     |       |
| 23º  | 62 | Kevin Fontainha       | Yamaha MS Racing/AD78 Latin America   | Yamaha YZF-R3      | 11   | +13.699   | 32º     |       |
| 24º  | 39 | Juan Risueno          | Kawasaki GP Project                   | Kawasaki Ninja 400 | 11   | +13.783   | 26º     |       |
| 25º  | 71 | Iván Hernández        | Deza-Box 77 Racing                    | Kawasaki Ninja 400 | 11   | +14.831   | 30º     |       |
| 26º  | 32 | Gonzalo Sanchez       | Arco Motor University                 | Yamaha YZF-R3      | 11   | +20.007   | 18º     |       |
| 27º  | 77 | José Osuna Sáez       | Deza-Box 77 Racing                    | Kawasaki Ninja 400 | 11   | +20.064   | 3º      |       |
| 28º  | 29 | Giacomo Zannini       | ProDina Kawasaki Racing               | Kawasaki Ninja 400 | 11   | +24.169   | 27º     |       |
| 29º  | 55 | Unai Calatayud        | Arco Motor University                 | Yamaha YZF-R3      | 11   | +30.055   | 10º     |       |
| 30º  | 41 | Raffaele Tragni       | AG Motorsport Italia Yamaha           | Yamaha YZF-R3      | 11   | +43.627   | 31º     |       |
| 31º  | 13 | Roberto Fernández     | Arco Motor University                 | Yamaha YZF-R3      | 11   | +43.763   | 28º     |       |
| 32º  | 44 | Sullivan Mounsey      | Accolade Smrž Racing BGR              | Kawasaki Ninja 400 | 11   | +52.149   | 23º     |       |

### Ritirati
| Nº | Pilota       | Squadra                       | Motocicletta | Giri | Griglia |
| -- | ------------ | ----------------------------- | ------------ | ---- | ------- |
| 66 | Phillip Tonn | Freudenberg KTM-Paligo Racing | KTM RC 390 R | 1    | 13º     |

## Supersport 300 gara 2

### Arrivati al traguardo
| Pos. | Nº | Pilota                | Squadra                             | Motocicletta       | Giri | Tempo     | Griglia | Punti |
| ---- | -- | --------------------- | ----------------------------------- | ------------------ | ---- | --------- | ------- | ----- |
| 1º   | 48 | Julio García          | China Racing                        | Kove 321RR         | 11   | 20'50.149 | 4º      | 25    |
| 2º   | 74 | Antonio Torres        | ProDina Kawasaki Racing             | Kawasaki Ninja 400 | 11   | +0.028    | 2º      | 20    |
| 3º   | 22 | Marc García           | China Racing                        | Kove 321RR         | 11   | +0.230    | 15º     | 16    |
| 4º   | 38 | David Salvador        | MS Racing                           | Yamaha YZF-R3      | 11   | +0.342    | 6º      | 13    |
| 5º   | 7  | Loris Veneman         | MTM Kawasaki                        | Kawasaki Ninja 400 | 11   | +0.538    | 11º     | 11    |
| 6º   | 57 | Aldi Satya Mahendra   | BrCorse                             | Yamaha YZF-R3      | 11   | +0.545    | 5º      | 10    |
| 7º   | 77 | José Osuna Sáez       | Deza-Box 77 Racing                  | Kawasaki Ninja 400 | 11   | +0.761    | 12º     | 9     |
| 8º   | 56 | Galang Hendra Pratama | ProGP Racing                        | Yamaha YZF-R3      | 11   | +0.800    | 14º     | 8     |
| 9º   | 32 | Gonzalo Sanchez       | Arco Motor University               | Yamaha YZF-R3      | 11   | +0.832    | 20º     | 7     |
| 10º  | 1  | Jeffrey Buis          | Freudenberg KTM-Paligo Racing       | KTM RC 390 R       | 11   | +0.884    | 3º      | 6     |
| 11º  | 9  | Emiliano Ercolanni    | Yamaha Motoxracing                  | Yamaha YZF-R3      | 11   | +0.919    | 25º     | 5     |
| 12º  | 43 | Marco Gaggi           | BrCorse                             | Yamaha YZF-R3      | 11   | +1.026    | 7º      | 4     |
| 13º  | 31 | Elia Bartolini        | Yamaha Motoxracing                  | Yamaha YZF-R3      | 11   | +3.120    | 19º     | 3     |
| 14º  | 66 | Phillip Tonn          | Freudenberg KTM-Paligo Racing       | KTM RC 390 R       | 11   | +3.165    | 17º     | 2     |
| 15º  | 99 | Humberto Maier        | MS Racing                           | Yamaha YZF-R3      | 11   | +4.222    | 13º     | 1     |
| 16º  | 79 | Tomas Alonso          | Pons Motorsport Italika Racing      | Kawasaki Ninja 400 | 11   | +8.978    | 18º     |       |
| 17º  | 39 | Juan Risueno          | Kawasaki GP Project                 | Kawasaki Ninja 400 | 11   | +9.026    | 26º     |       |
| 18º  | 88 | Daniel Mogeda         | Team #109 Kawasaki                  | Kawasaki Ninja 400 | 11   | +9.110    | 21º     |       |
| 19º  | 17 | Ruben Bijman          | Flembbo-PL Performances             | Kawasaki Ninja 400 | 11   | +9.131    | 33º     |       |
| 20º  | 44 | Sullivan Mounsey      | Accolade Smrž Racing BGR            | Kawasaki Ninja 400 | 11   | +9.140    | 23º     |       |
| 21º  | 85 | Kevin Sabatucci       | Flembbo-PL Performances             | Kawasaki Ninja 400 | 11   | +9.157    | 29º     |       |
| 22º  | 71 | Iván Hernández        | Deza-Box 77 Racing                  | Kawasaki Ninja 400 | 11   | +9.613    | 30º     |       |
| 23º  | 55 | Unai Calatayud        | Arco Motor University               | Yamaha YZF-R3      | 11   | +13.222   | 16º     |       |
| 24º  | 11 | Filip Novotny         | Accolade Smrž Racing BGR            | Kawasaki Ninja 400 | 11   | +20.298   | 24º     |       |
| 25º  | 62 | Kevin Fontainha       | Yamaha MS Racing/AD78 Latin America | Yamaha YZF-R3      | 11   | +20.304   | 32º     |       |
| 26º  | 29 | Giacomo Zannini       | ProDina Kawasaki Racing             | Kawasaki Ninja 400 | 11   | +27.148   | 27º     |       |
| 27º  | 41 | Raffaele Tragni       | AG Motorsport Italia Yamaha         | Yamaha YZF-R3      | 11   | +27.213   | 31º     |       |
| 28º  | 13 | Roberto Fernández     | Arco Motor University               | Yamaha YZF-R3      | 11   | +31.974   | 28º     |       |

### Ritirati
| Nº | Pilota           | Squadra                               | Motocicletta       | Giri | Griglia |
| -- | ---------------- | ------------------------------------- | ------------------ | ---- | ------- |
| 91 | Matteo Vannucci  | AG Motorsport Italia Yamaha           | Yamaha YZF-R3      | 9    | 8º      |
| 80 | Gustavo Manso    | Yamaha MS Racing/AD78 Latin America   | Yamaha YZF-R3      | 8    | 9º      |
| 26 | Mirko Gennai     | MTM Kawasaki                          | Kawasaki Ninja 400 | 6    | 1º      |
| 50 | Carter Thompson  | Fusport-RT Motorsport by SKM-Kawasaki | Kawasaki Ninja 400 | 5    | 10º     |
| 47 | Fenton Seabright | Kawasaki GP Project                   | Kawasaki Ninja 400 | 1    | 22º     |

## WCR gara 1

### Arrivate al traguardo
| Pos. | Nº | Pilota              | Squadra                            | Giri | Tempo     | Griglia | Punti |
| ---- | -- | ------------------- | ---------------------------------- | ---- | --------- | ------- | ----- |
| 1º   | 6  | María Herrera       | Klint Forward Factory Team         | 11   | 20'37.530 | 3º      | 25    |
| 2º   | 22 | Ana Carrasco        | Evan Bros Racing Yamaha Team       | 11   | +0.585    | 2º      | 20    |
| 3º   | 36 | Beatriz Neila       | Ampito / Pata Prometeon Yamaha     | 11   | +0.606    | 5º      | 16    |
| 4º   | 96 | Roberta Ponziani    | Yamaha Motoxracing WCR Team        | 11   | +14.322   | 4º      | 13    |
| 5º   | 46 | Pakita Ruiz         | PS Racing Team 46+1                | 11   | +19.733   | 6º      | 11    |
| 6º   | 51 | Chloe Jones         | GR Motorsport                      | 11   | +19.974   | 9º      | 10    |
| 7º   | 8  | Tayla Relph         | TAYCO Motorsport                   | 11   | +31.675   | 10º     | 9     |
| 8º   | 52 | Jessica Howden      | Team Trasimeno                     | 11   | +35.683   | 7º      | 8     |
| 9º   | 14 | Mallory Dobbs       | Sekhmet Motorcycle Racing Team     | 11   | +35.857   | 8º      | 7     |
| 10º  | 99 | Isis Carreno        | AD78 FIM Latinoamerica by Team GP3 | 11   | +36.268   | 14º     | 6     |
| 11º  | 10 | Ran Yochai          | 511 Terra&Vita Racing Team         | 11   | +47.667   | 13º     | 5     |
| 12º  | 28 | Ornella Ongaro      | Yamaha Motoxracing WCR Team        | 11   | +47.724   | 16º     | 4     |
| 13º  | 83 | Astrid Madrigal     | ITALIKA Racing FIMLA               | 11   | +47.837   | 11º     | 3     |
| 14º  | 76 | Jamie Hanks-Elliott | Sekhmet Motorcycle Racing Team     | 11   | +49.205   | 15º     | 2     |
| 15º  | 35 | Lena Kemmer         | Bertl K. Racing Team               | 11   | +49.372   | 18º     | 1     |
| 16º  | 15 | Sara Varon          | ITALIKA Racing FIMLA               | 11   | +49.831   | 17º     |       |
| 17º  | 16 | Lucy Michel         | TSL-Racing                         | 11   | +1'03.587 | 22º     |       |
| 18º  | 77 | Andrea Sibaja       | Deza - Box 77 Racing Team          | 11   | +1'03.774 | 12º     |       |
| 19º  | 44 | Luna Hirano         | Team Luna                          | 11   | +1'25.340 | 23º     |       |

### Ritirate
| Nº | Pilota             | Squadra                    | Giri | Griglia |
| -- | ------------------ | -------------------------- | ---- | ------- |
| 64 | Sara Sanchez       | 511 Terra&Vita Racing Team | 10   | 1º      |
| 19 | Adela Ourednickova | DaftMotoracing by Smrž     | 8    | 20º     |
| 4  | Emily Bondi        | YART Zelos Black Knights   | 8    | 19º     |
| 32 | Sonya Lloyd        | Lloyd Motorsports          | 7    | 21º     |

## WCR gara 2

### Arrivate al traguardo
| Pos. | Nº | Pilota              | Squadra                            | Giri | Tempo     | Griglia | Punti |
| ---- | -- | ------------------- | ---------------------------------- | ---- | --------- | ------- | ----- |
| 1º   | 64 | Sara Sanchez        | 511 Terra&Vita Racing Team         | 11   | 20'47.191 | 1º      | 25    |
| 2º   | 36 | Beatriz Neila       | Ampito / Pata Prometeon Yamaha     | 11   | +0.368    | 3º      | 20    |
| 3º   | 22 | Ana Carrasco        | Evan Bros Racing Yamaha Team       | 11   | +0.639    | 4º      | 16    |
| 4º   | 96 | Roberta Ponziani    | Yamaha Motoxracing WCR Team        | 11   | +0.722    | 5º      | 11    |
| 5º   | 46 | Pakita Ruiz         | PS Racing Team 46+1                | 11   | +1.039    | 7º      | 11    |
| 6º   | 51 | Chloe Jones         | GR Motorsport                      | 11   | +10.927   | 6º      | 10    |
| 7º   | 8  | Tayla Relph         | TAYCO Motorsport                   | 11   | +14.987   | 8º      | 9     |
| 8º   | 52 | Jessica Howden      | Team Trasimeno                     | 11   | +17.280   | 10º     | 8     |
| 9º   | 14 | Mallory Dobbs       | Sekhmet Motorcycle Racing Team     | 11   | +17.345   | 11º     | 7     |
| 10º  | 99 | Isis Carreno        | AD78 FIM Latinoamerica by Team GP3 | 11   | +19.345   | 9º      | 6     |
| 11º  | 28 | Ornella Ongaro      | Yamaha Motoxracing WCR Team        | 11   | +29.537   | 16º     | 5     |
| 12º  | 77 | Andrea Sibaja       | Deza - Box 77 Racing Team          | 11   | +30.071   | 13º     | 4     |
| 13º  | 76 | Jamie Hanks-Elliott | Sekhmet Motorcycle Racing Team     | 11   | +30.467   | 15º     | 3     |
| 14º  | 10 | Ran Yochai          | 511 Terra&Vita Racing Team         | 11   | +30.501   | 14º     | 2     |
| 15º  | 83 | Astrid Madrigal     | ITALIKA Racing FIMLA               | 11   | +30.717   | 12º     | 1     |
| 16º  | 19 | Adela Ourednickova  | DaftMotoracing by Smrž             | 11   | +31.085   | 20º     |       |
| 17º  | 4  | Emily Bondi         | YART Zelos Black Knights           | 11   | +34.298   | 19º     |       |
| 18º  | 16 | Lucy Michel         | TSL-Racing                         | 11   | +35.887   | 22º     |       |
| 19º  | 35 | Lena Kemmer         | Bertl K. Racing Team               | 11   | +38.840   | 18º     |       |
| 20º  | 15 | Sara Varon          | ITALIKA Racing FIMLA               | 11   | +46.543   | 17º     |       |
| 21º  | 32 | Sonya Lloyd         | Lloyd Motorsports                  | 11   | +46.845   | 21º     |       |
| 22º  | 44 | Luna Hirano         | Team Luna                          | 11   | +1'14.617 | 23º     |       |

### Non classificata
| Nº | Pilota        | Squadra                    | Giri | Tempo     | Griglia |
| -- | ------------- | -------------------------- | ---- | --------- | ------- |
| 6  | María Herrera | Klint Forward Factory Team | 11   | +1'26.895 | 2º      |